# Подвійний обгін
Подвійний обгін (рос. Двойной обгон) — радянський художній фільм 1984 року, знятий на кіностудії «Мосфільм».

## Сюжет
Двоє досвідчені злочинці викрадають трейлер з дорогим вантажем, щоб доставити його за сотні кілометрів злодійський зграї. Але, перш ніж здійснити свій злочинний задум, їм необхідно проїхати не одну сотню кілометрів, втікаючи від тих, хто сидить у них «на колесах» співробітників ДАІ. І за викраденої машиною їде капітан ДАІ Маджиєв…

## У ролях
- Борис Хімічев — Юрій Маджиєв, інспектор ДАІ, капітан міліції
- Вадим Михеєнко — Віктор, шофер-далекобійник, вдівець, батько малолітньої доньки Каті
- Юрій Назаров — Іван Петрович, шофер-далекобійник зі стажем, напарник Віктора
- Вітаутас Томкус — Артеньєв, рецидивіст «Жук»
- Микола Прокопович — Мізін, ватажок мафії контрабандистів
- Віктор Фокін — Валабаєв Василь Степанович, колишній засуджений за грабіж і викрадення
- Катерина Тарковська — Катя, дочка Віктора
- Наталія Гущина — Наталка, старший сержант міліції з 18-го поста ДАІ
- Георгій Мартіросьян — Жора Джафаров, інспектор ДАІ, молодший лейтенант міліції
- Володимир Мичкін — майор міліції
- Шавкат Газієв — Меліков, міліціонер
- Станіслав Міхін — епізод
- Микола Маліков — Іванов, інспектор ДАІ, сержант
- Олександр Коршунов — Леонід Федорович Жигаєв, грабіжник-рецидивіст
- Вадим Вільський — епізод
- Лідія Єжевська — дружина Василя Валабаєва
- Ірина Дітц — офіціантка

## Знімальна група
- Режисер — Олександр Гордон
- Сценарист — Микола Іванов
- Оператор — В'ячеслав Сьомін
- Композитор — Віктор Бабушкін
- Художник — Ірина Лукашевич